# Siccia nigropunctana
Siccia nigropunctana là một loài bướm đêm thuộc phân họ Arctiinae, họ Erebidae.